# Porta di Muiden
La Porta di Muiden (in olandese Muiderpoort) è una storica porta civica di Amsterdam, nei Paesi Bassi.
È una delle poche porte monumentali realizzate nei Paesi Bassi nella seconda metà del XVIII secolo ed è l'unica porta rimasta dell'antica cinta muraria della città.
Sorge sulla Alexanderplein, ad est del centro cittadino, nelle immediate vicinanze del Tropenmuseum e del mulino De Gooyer . Dichiarata rijksmonument nel 1970, ospita attualmente degli uffici pubblici.

## Storia e descrizione

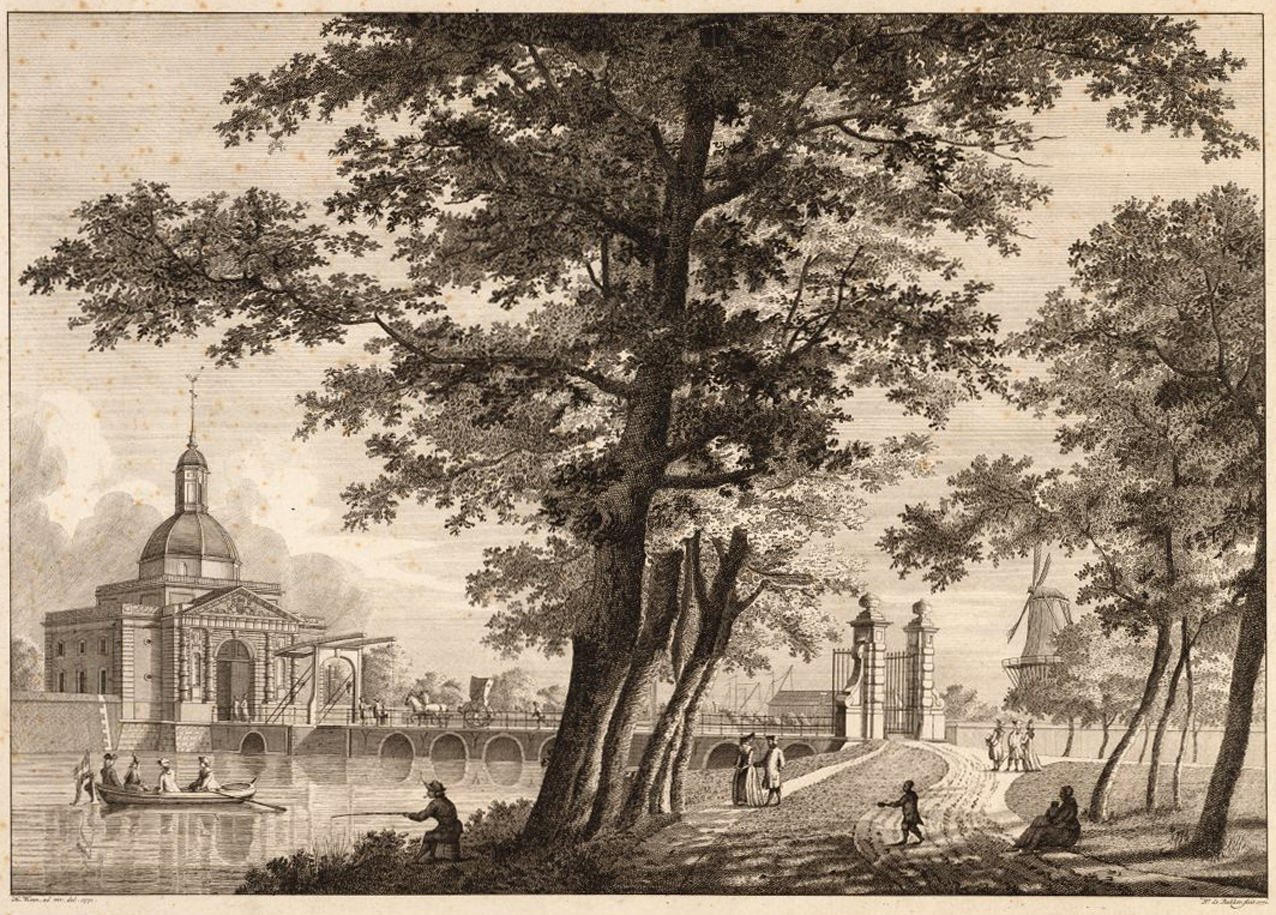
La porta nel XVIII secolo da una stampa di Hendrick Keun.

Sorge sulla direttiva per Muiden, da cui il nome. L'edificio attuale venne eretto sulle fondamenta di un'altra porta cittadina costruita nel 1663 e crollata nel 1769 per problemi delle fondamenta. Venne progettata in stile tardobarocco dall'architetto di città Cornelis Rauws (1732-1772), e costruita fra il 1770 e il 1771. L'opera scultorea si deve alla mano di Anthonie Ziesenis (1731-1801).
Si presenta come un massiccio corpo quadrato aperto da frontoni triangolari con lo stemma civico e sormontato da una slanciata cupola portante un orologio.
Il 9 ottobre 1881, la Muiderpoort fu attraversata dalle truppe di Napoleone Bonaparte per entrare trionfalmente ad Amsterdam. A questo fatto storico è legata una leggenda, secondo cui gli abitanti della città dovettero sfamare e dare alloggio e vestiti ai soldati della vecchia guardia napoleonica, che, rispetto ai primi cento soldati che componevano la truppa, avevano un aspetto pietoso
Nel 1963, furono fatti dei lavori per adibire gli interni ad uffici.